# Theo Ikummaq
Theo Ikummaq (* 1955) ist ein Inuit aus Igloolik in Nunavut, Nordkanada, wo er als Naturschutzbeauftragter arbeitete.

## Leben
Theo Ikummaq wurde 1955 in einem Iglu geboren und hat sein Leben lang als Jäger, Lehrer und Naturschutzbeauftragter in der Arktis gearbeitet. Im Laufe der Jahre haben ihn seine umfassenden Kenntnisse des Landes, der Inuit-Kultur und sein frühes Erkennen der Auswirkungen des Klimawandels zu einem gefragten Reiseführer gemacht. Er hat zu zahlreichen wissenschaftlichen Artikeln beigetragen, arbeitete als Fremdenführer für Autoren wie Wade Davis, einen renommierten Anthropologen und Entdecker, und spielte 2015 in einem Film mit, Chloe rettet die Welt, in dem es um seine Bemühungen ging, das Bewusstsein für den Klimawandel zu schärfen.